# Харитон (Карпузов)
Харитон (Карпузов) (болг. Харитон Карпузов); нар. 14 вересня 1827, Ілинден — пом. 20 червня 1899, Софія — архімандрит БПЦ, діяч автокефального руху Болгарської Церкви.

## Біографія
Народився в 14 вересня 1827 в селі Ілинден. Навчався в монастирі святого Іоанна Хрестителя поблизу міста Серрес. Після конфлікту з грецьким єпископом повернувся до рідного села, де став священиком. Служить у місцевій церкві, де він проводить службі болгарською мовою. За це був засуджений грецьким духовенством та засланий до острова Родос. У 1865, через рік після вигнання, був випущений.
У 1871—1873 роках він був головою Болгарської громади Неврокопа.
Помер 1899 в Софії.